# Kateřina Neumannová
Kateřina Neumannová (Písek, 15 febbraio 1973) è una dirigente sportiva, ex fondista ed ex mountain biker ceca.
Ha gareggiato principalmente nello sci nordico, lo sport nel quale ha colto i maggiori successi con diverse medaglie olimpiche e iridate; alla mountain bike a livello agonistico, attività comunque secondaria rispetto a quella sciistica, si è dedicata dalla metà degli anni novanta, divenendo la prima donna ceca a partecipare sia ai Giochi olimpici invernali sia a quelli estivi
Agli inizi della carriera, prima della dissoluzione della Cecoslovacchia (1992), ha gareggiato per la nazionale cecoslovacca.

## Biografia

### Carriera sciistica
Dopo aver praticato in gioventù canoa e sci alpino, debuttò nello sci nordico a livello internazionale nel 1991, ai Mondiali della Val di Fiemme (15ª nella 5 km a tecnica classica). In Coppa del Mondo ha ottenuto il primo risultato di rilievo il 4 gennaio 1992 nella 15 km a tecnica classica di Kavgolovo (17ª) e ha ottenuto la prima vittoria, nonché il primo podio, il 12 dicembre 1992 nella 5 km a tecnica classica di Ramsau am Dachstein. Pur non avendo mai vinto né la Coppa assolutà né una Coppa di specialità, si è più volte piazzata ai vertici delle classifiche: in quella generale è stata 2ª nel 2002 e nel 2005 e 3ª nel 1997 e nel 2007; in quella di sprint, 2ª nel 1999 e 3ª nel 1997; in quella di distanza, 2ª nel 2005, nel 2006 e nel 2007.
In carriera ha partecipato a cinque edizioni dei Giochi olimpici invernali, Albertville 1992 (13ª nella 5 km, 14ª nella 15 km, 22ª nell'inseguimento, 6ª nella staffetta), Lillehammer 1994 (8ª nella 5 km, 14ª nella 15 km, 6ª nell'inseguimento, 9ª nella staffetta), Nagano 1998 (2ª nella 5 km, 9ª nella 15 km, 3ª nell'inseguimento, 6ª nella staffetta), Salt Lake City 2002 (2ª nella 15 km, 13ª nella sprint, 2ª nell'inseguimento, 4ª nella staffetta) e Torino 2006 (5ª nella 10 km, 1ª nella 30 km, 2ª nell'inseguimento, 6ª nella staffetta), e a otto dei Campionati mondiali, vincendo cinque medaglie.

### Carriera ciclistica
Parte dell'allenamento della Neumannová durante i mesi estivi era costituito dalla mountain bike, e quando tale sport divenne popolare decise di gareggiarvi. Grazie alla forte muscolatura ottenne rapidamente dei successi. Nel 1995 vinse una medaglia di bronzo ai Campionati europei e riuscì a qualificarsi i Giochi della XXVI Olimpiade di Atlanta 1996.
Anche se lo sci di fondo rimase il suo sport principale, e l'allenamento estivo era solitamente più leggero, si preparò seriamente per l'appuntamento di Atlanta. «Questa volta lasciai perdere il periodo di riposo e mi misi subito sotto. Grazie a questo ottenni risultati nei test atletici che avevo ottenuto per l'ultima volta da juniores», dichiarò prima delle Olimpiadi. Ma la sua preparazione non la mise nelle condizioni migliori. Si allenò al freddo della Selva Boema, mentre ad Atlanta si attendeva un gran caldo.
Il 31 luglio 1996 divenne la prima atleta ceca a competere sia alle Olimpiadi estive che a quelle invernali, quando prese il via per la gara di mountain bike del Georgia International Horse Park di Conyers. La gara per lei fu però una sofferenza. Cadde dalla bici ad inizio gara. «Superai circa quindici concorrenti ma poi fui colta da una terribile crisi. Non gareggiavo più, volevo solo finire», così descrisse la gara. Principalmente si lamentò del caldo terribile e disse che si trattò di una delle sue peggiori esperienze.

### Carriera dirigenziale
Alla fine del 2006 la Neumannová venne nominata vicepresidente onorario del comitato organizzatore dei Campionati mondiali di sci nordico 2009 di Liberec Repubblica Ceca.
Il 15 settembre 2009 è stata eletta vicepresidentessa della Commissione atleti del Comitato Olimpico Internazionale, presieduta dall'italiano Antonio Rossi.

## Palmarès

### Sci di fondo

#### Olimpiadi
- 6 medaglie:
  - 1 oro (30 km a Torino 2006)
  - 4 argenti (5 km a Nagano 1998; 15 km, inseguimento a Salt Lake City 2002; inseguimento a Torino 2006)
  - 1 bronzo (inseguimento a Nagano 1998)

#### Mondiali
- 5 medaglie:
  - 2 ori (10 km a Oberstdorf 2005; 10 km a Sapporo 2007)
  - 1 argento (inseguimento a Sapporo 2007)
  - 2 bronzi (15 km[5] a Trondheim 1997; 5 km a[5] Ramsau am Dachstein 1999)

#### Mondiali juniores
- 2 medaglie:
  - 1 oro (5 km a Harrachov 1993)
  - 1 bronzo (15 km a Harrachov 1993)

#### Coppa del Mondo
- Miglior piazzamento in classifica generale: 2ª nel 2002 e nel 2005
- 47 podi[6], oltre a quelli conquistati in sede olimpica o iridata e validi ai fini della Coppa del Mondo:
  - 18 vittorie
  - 16 secondi posti
  - 13 terzi posti

##### Coppa del Mondo - vittorie
| Data             | Località             | Nazione     | Disciplina  |
| ---------------- | -------------------- | ----------- | ----------- |
| 12 dicembre 1992 | Ramsau am Dachstein  | Austria     | 5 km TC     |
| 28 novembre 1998 | Muonio               | Finlandia   | 5 km TL     |
| 12 dicembre 1998 | Dobbiaco             | Italia      | 5 km TL     |
| 10 gennaio 2001  | Soldier Hollow       | Stati Uniti | 10 km PU    |
| 25 novembre 2001 | Kuopio               | Finlandia   | 5 km TL     |
| 9 dicembre 2001  | Cogne                | Italia      | Sprint TL   |
| 6 gennaio 2002   | Val di Fiemme        | Italia      | Sprint TL   |
| 20 dicembre 2003 | Ramsau am Dachstein  | Austria     | 10 km TL    |
| 6 gennaio 2004   | Falun                | Svezia      | 15 km PU    |
| 6 febbraio 2004  | La Clusaz            | Francia     | 10 km TL    |
| 21 febbraio 2004 | Umeå                 | Svezia      | 10 km TC    |
| 26 novembre 2004 | Kuusamo              | Finlandia   | 10 km TL    |
| 15 gennaio 2005  | Nové Město na Moravě | Rep. Ceca   | 10 km TL    |
| 27 novembre 2005 | Kuusamo              | Finlandia   | 10 km TL    |
| 31 dicembre 2005 | Nové Město na Moravě | Rep. Ceca   | 10 km TL    |
| 14 gennaio 2006  | Val di Fiemme        | Italia      | 15 km TL MS |
| 18 novembre 2006 | Gällivare            | Svezia      | 10 km TL    |
| 16 febbraio 2007 | Changchun            | Cina        | 10 km TC    |

Legenda:

HS = partenza a handicap

MS = partenza in linea

PU = inseguimento

RL = staffetta

TC = tecnica classica

TL = tecnica libera

##### Coppa del Mondo - competizioni intermedie
- 1 podio di tappa:
  - 1 vittoria

###### Coppa del Mondo - vittorie di tappa
| Data           | Località      | Nazione | Competizione | Disciplina |
| -------------- | ------------- | ------- | ------------ | ---------- |
| 7 gennaio 2007 | Val di Fiemme | Italia  | Tour de Ski  | 10 km TL   |

### Mountain bike

#### Europei
- 1 medaglia:
  - 1 bronzo (nel 1995)[2]

#### Campionati cechi
- 4 medaglie:
  - 3 ori (individuale a Velké Losiny 1998; individuale a Most 1999; staffetta (con Kořínek e Kášek) a Olomouc 2000)[senza fonte]
  - 1 argento (individuale a Velké Losiny 2000)[senza fonte]

#### Coppa ceca
- 1º posto nel 1998[senza fonte]
- 3º posto nel 1999[senza fonte]